# Estação Central de Montreal
A Estação Central de Montreal (em francês:  Gare centrale de Montréal) é a maior estação ferroviária de Montreal, na província de Quebec, no Canadá.
Possui serviços de várias companhias, a saber: VIA Rail, Amtrak, AMT, Metrô de Montreal e STM.